# Метеотрон
Метеотрон (фр. météotron) - штучне теплове джерело конвекції в атмосфері, призначене для створення дощових хмар. Винайдений французьким професором Анрі Дессеном в 1961 році.

## Принцип дії
Принцип дії метеотрону на атмосферу полягає у створенні потужного потоку теплого вологого повітря, спрямованого вертикально вгору. В результаті в просторі над метеотроном створюється область зниженого тиску, що може привести до виникнення циклону.

## Історія
Уперше пристрій, що послужив в майбутньому основою метеотрону, був випробуваний в 1954 році в околицях французького міста Ланнемезан (фр. Lannemezan). Сам метеотрон як готовий винахід був випробуваний Анрі Дессеном в 1961 році.  Він був пристроєм, в якому нагрівалося повітря, що піднімалося в результаті вгору. 
У 1979 році досконаліше облаштування "Суперметеотрон" було розроблено в СРСР і побудовано у Вірменській РСР біля озера Севан. Досліди за утворенням штучних опадів провадила Вірменська протиградова воєнізована служба. У нім гаряче повітря створювалося турбореактивними авіадвигунами, що відпрацювали свій ресурс . Всього до складу цього метеотрону входило шість двигунів від літака Ту-104. Повітря в установці розігрівалося до 1100 градусів і викидалося вгору зі швидкістю понад 500 м/с, потужність установки перевищувала один гігават.